# Gabriella Zalapi
Gabriella Zalapi, née en 1972 à Milan, est une artiste plasticienne et écrivaine d'origines suisse, italienne et anglaise.

## Biographie
Gabriella Zalapi est née en 1972. Elle étudie à la Haute école d'Art et de Design de Genève et est artiste plasticienne pendant plusieurs années, puisant son matériau dans sa propre histoire familiale, photographie, archives, souvenirs. Elle éprouve le besoin d'aller vers une autre forme de création et va vers l'écriture, toujours en utilisant l'intime.      